# Martín Blanco García
Martín Blanco García (Astorga, 1869-Astorga, 1968), conocido por su seudónimo Antonio de Valmala, fue un fraile y escritor español.

## Biografía
Nacido en 1869 en la localidad leonesa de Astorga, perteneció a la Orden de San Agustín. Viajó por Colombia (1898), Lima (1903), La Habana, Nueva York, Morelia (1910) y Puebla (1912). Escribió —«con acerada pluma y no sin donaire» en palabras de Julio Cejador y Frauca— títulos como Ripios colombianos (Bogotá, 1906) y Los voceros del modernismo (Barcelona, 1908), además, de muchos artículos y versos en revistas. Uso el seudónimo «Antonio de Valmala». Representante de una corriente antimodernista, falleció en 1968 en su localidad natal.